# Thomas Pereira (futbolista)
Thomas Austin Pereira (n. Sarpsborg, Noruega, 12 de junio de 1973) es un exfutbolista y actual entrenador noruego. Jugaba de defensa y fue un jugador plenamente identificado con el Viking FK.

## Clubes

### Como jugador
| Club         | País    | Año         |
| ------------ | ------- | ----------- |
| Sarpsborg FK | Noruega | 1995        |
| Moss FK      | Noruega | 1996 - 1997 |
| Viking FK    | Noruega | 1997 - 2009 |

### Como entrenador
| Club         | País    | Año  |
| ------------ | ------- | ---- |
| Randaberg IL | Noruega | 2011 |